# Чигвинцево
Чигвинцево — деревня в Красноуфимском округе Свердловской области. Входит в состав Криулинского сельского совета.

## История
Деревня названа в честь сотника красноуфимских казаков Матвея Дмитриевича Чигвинцева (1738—1774), воевавшего на стороне повстанцев в крестьянской войне под предводительством Емельяна Пугачёва.

## География
Населённый пункт расположен на левом берегу реки Уфа в 8 километрах на юг от административного центра округа — города Красноуфимск.

### Часовой пояс
Чигвинцево как и вся Свердловская область, находится в часовой зоне МСК+2. Смещение применяемого времени относительно UTC составляет +5:00.

## Население
| 2002 | 2010 |
| ---- | ---- |
| 181  | ↘133 |

## Улицы
Деревня разделена на пять улиц (Вишнёвая, Каменная, Лесная, Набережная, Новая) и один переулок (Вишнёвый).